# Телма Монтейру
Телма Монтейру (порт. Telma Monteiro) — португальська дзюдоїстка, олімпійська медалістка, медалістка чемпіонатів світу, багаторазова чемпіонка Європи.
Нагороджена Орденом заслуг, визнавалася найкращою спортсменкою Португалії 2010, 2011 та 2014 року.

## Виступи на Олімпіадах
| Олімпіада   | Дисципліна | Місце |
| ----------- | ---------- | ----- |
| Пекін 2008  | До 52 кг   | 9     |
| Лондон 2012 | До 57 кг   | 17    |
| Ріо 2016    | До 57 кг   | 3     |

## Зовнішні посилання
- Досьє на sports-reference.com